# Wietse Venema
Wietse Venema är en nederländsk-amerikansk programmerare och fysiker som jobbar med datasäkerhet hos IBM i New York. Han har utvecklat flera välkända programvaror såsom e-postservern Postfix, säkerhetsanalysverktyget SATAN (Security Administrator Tool for Analyzing Networks) och TCP Wrappers.
Wietse är ursprungligen från Nederländerna och läste fysik vid universitetet i Groningen där han också skrev en doktorsavhandling i atomfysik. År 1996 flyttade han till USA.